# Frullania teneriffae
Frullania teneriffae là một loài rêu tản trong họ Jubulaceae. Loài này được (F. Weber) Nees miêu tả khoa học lần đầu tiên năm 1838.